# Бурзум
„Бурзум“ (на норвежки: Burzum) e бивш норвежки блек метъл проект, създаден от Варг Викернес през 1991 г. в град Берген. Първоначално Викернес използва псевдонима „Граф Гришнах“.
Думата burzum значи „тъмнина“ в черната реч, която е измислен език на страната Мордор от книгата „Властелинът на пръстените“ на Дж. Р. Р. Толкин. Проектът е част от ранната норвежка блек метъл сцена и един от най-влиятелните в блек метъла. Викернес записва първите четири албума между януари 1992 г. и март 1993 г. През май 1994 г. Варг Викернес е осъден на 21 г. затвор за убийството на китариста на Mayhem Ойстейн Аарсет (Евронимус), както и за палежа на три църкви.
По време на престоя си в затвора, Варг записва два дарк ембиънт албума, използвайки само синтезатор, тъй като няма достъп до други музикални инструменти. След освобождаването си през 2009 г., записва три блек метъл албума и два дарк ембиънт.

## История

### Ранни години (1988 – 1992)
Викернес започва да прави музика от 1988 г. с група Kalashnikov, която по-късно променя името си на Uruk-Hai, като създанието от Властелинът на пръстените. През 1990 г. и 1991 г. Викернес свири на китара в дет метъл групата Old Funeral, където са още няколко от бъдещите основатели на Immortal. Напуска групата през 1991 г. за да прави своя музика. Тогава създава проекта Burzum. Със своите демо касети впечатлява Ойстейн Аарсет – Евронимус от Mayhem, който е създал блек метъл лейбъла Deathlike Silence Productions. Аарсет подписва с Burzum и скоро след това Викернес – вече с псевдонима Граф Гришнах започва да записва дебютния си албум Burzum. Според автобиографията му, той иска да го запише с възможно най-лошо качество (това е запазена марка за норвежката блек метъл сцена). Албумът е готов и излиза през 1992 г., ставайки втория излязъл чрез новия лейбъл. Песента от него, War, е с гост участието на Евронимус, който свири китарно соло „за кеф“, според Викернес.
Викернес заявява, че никога не е правил концерт с Burzum, но в един момент се е интересувал, за това Самот от Emperor се присъединява към проекта му, за да свири бас в Aske (1993). Ерик Ланселот е назначен за барабанист, но не участва в нито един запис или концерт. Викернес губи интерес към концертите и казва, че „не му трябват повече студийни музиканти“. Ланселот и Самот напускат Burzum. Det som engang var, записан през 1992 г. е вторият албум на Викернес и излиза през 1993 г.

### В затвора (1993 – 2009)
На 15 май 1994 г. излиза Hvis Lyset Tar Oss с предишен материал от 1992 г. Burzum остава соло проект до 1994 г., когато Викернес е арестуван за убийството на Евронимус и за палеж на няколко църкви в Норвегия. Filosofem излиза на 1 януари 1996 г., записан през март 1993 г. и е последния преди ареста на Викернес. Burzum / Aske, компилация между дебютния албум и EP-то от 1993 г., излиза през 1995 г. По време на престоя си в затвора Варг Викернес успява да запише 2 албума, които са най-успешните му от комерсиална страна – Dauði Baldrs (1997) и Hliðskjálf (1999). Албумите съдържат мрачен и агресивен звук, те са в стил дарк ембиънт като имената на песните са взети от скандинавската митология. През 1998 г. всички албуми на Burzum са преиздадени в бокс сет наречен 1992 – 1997.

### След затвора (2009 – 2014)
След освобождаването си от затвора Варг Викернес заминава да живее при семейството си в град Телемарк, през 2009 г. възстановява групата и издава поредния ѝ албум през 2010 г. Веднага след като е освободен започва да пише нови песни (девет метъл песни и ембиънт интро и аутро). Според него няколко звукозаписни компании проявяват интерес да издадат албума, след близо 11 години пауза. Албумът трябва първоначално да се казва Den hvite guden („Белия Бог“), но впоследствие е променен на Belus и е издаден ма 8 март 2010 г. от Byelobog Productions (Byelobog в славянските езици – белобог, бял Бог). Съобщено е, че ще излезе филм през 2010 г., базиран на живота на Варг Викернес от началото на 90-те. Филмът ще е главно повлиян от книгата Lords of Chaos, разказваща за палежите на църкви и убийствата в Норвегия по време на възхода на блек метъла. Викернес нескрито изразява презрението си към книгата и филма.
Fallen излиза на 7 март 2011 г., последван от компилацията From the Depths of Darkness, съдържаща презаписани песни от първите два албума на Burzum. Umskiptar излиза през май 2012 г., а Sôl austan, Mâni vestan (На изток от слънцето, на запад от луната), първи електронен албум от 1999 г. насам, излиза през май 2013 г. На 27 април 2013 г. Варг Викернес публикува песента Back to the Shadows на своя YouTube канал. В блог пост твърди, че това ще е последната метъл песен на Burzum.
Последния албум, The Ways of Yore излиза на 2 юни 2014 г.

## Дискография
| - 1992 – Burzum - 1993 – Det som engang var - 1994 – Hvis Lyset Tar Oss - 1996 – Filosofem - 1997 – Dauði Baldrs - 1999 – Hliðskjálf - 2010 – Belus - 2011 – Fallen - 2012 – Umskiptar - 2013 – Sôl austan, Mâni vestan - 2014 – The Ways of Yore - 1991 – Demo I - 1991 – Demo II - 1992 – Burzum Promo | - 1993 – Aske - 1996 – Dunkelheit - 1995 – Burzum/Aske - 2002 – Anthology - 2011 – From the Depths of Darkness |